# Lech Majewski (General)

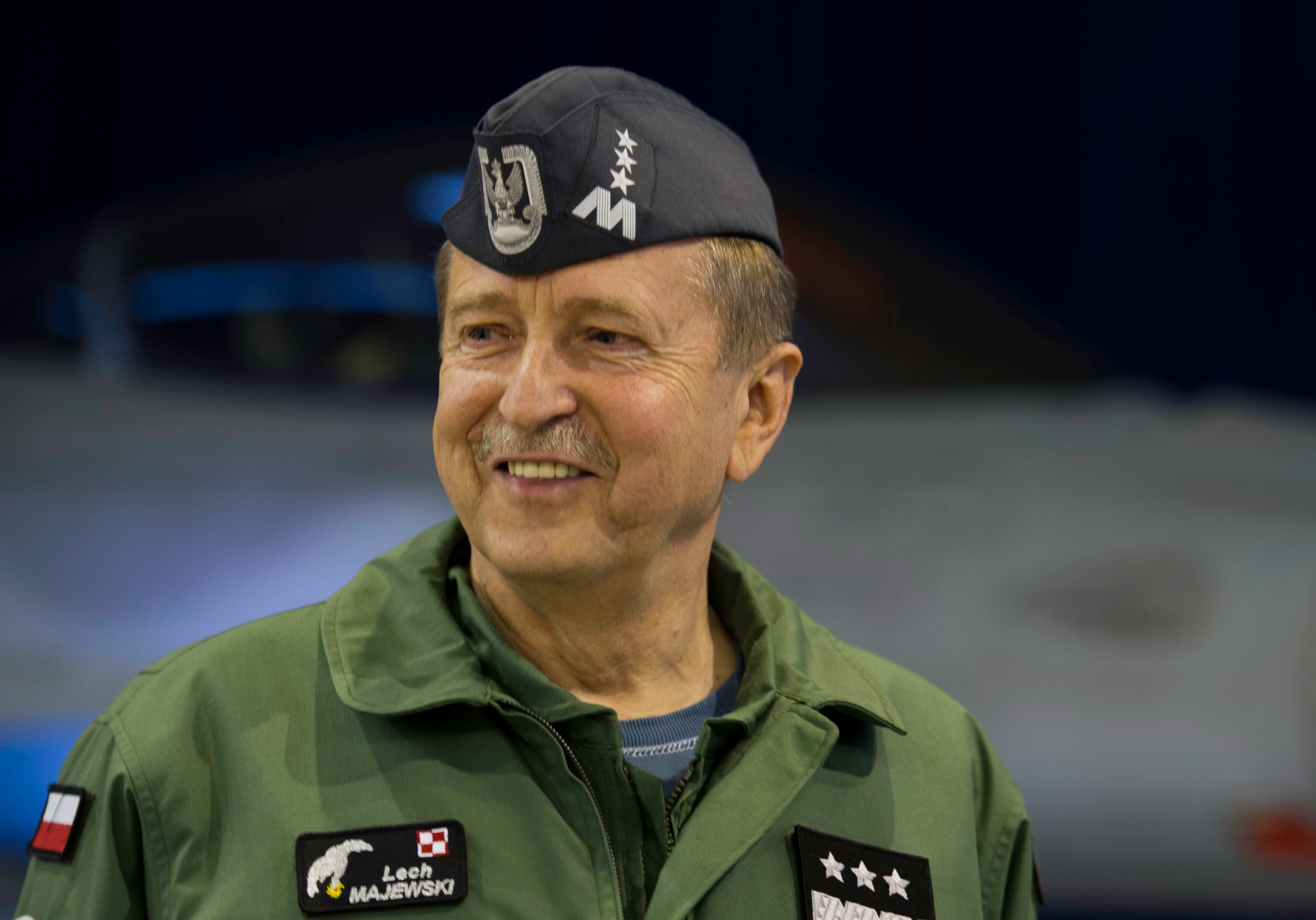
General Lech Majewski (2013)

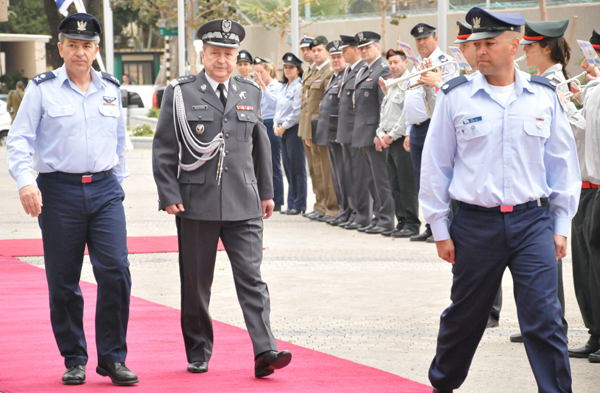
Besuch in Israel, März 2012

Lech Majewski (* 30. Juni 1952 in Ostrowiec Świętokrzyski) ist ein polnischer Generalleutnant a. D. und war in seiner letzten Verwendung von 2010 bis 2015 Kommandeur der polnischen Luftstreitkräfte.

## Leben
Von 1972 bis 1976 war er als Offizieranwärter an der Offiziershochschule der Polnischen Luftstreitkräfte (Wyższa Szkoła Oficerska Sił Powietrznych) in Dęblin. Anschließend war Lech Majewski bis 1983 als Pilot und Navigator beim 21. Luftwaffenregiment für taktische Aufklärung in Powidz (Wojewodschaft Großpolen). 1983 bis 1986 studierte er an der sowjetischen Militärakademie der Luftstreitkräfte „J. A. Gagarin“. Anschließend fungierte er als Befehlshaber eines Verbands des 32. Luftwaffenregiments für taktische Aufklärung. 1988 wurde er zum stellvertretenden Kommandeur des Regiments. 1990 wechselte Majewski als Kommandeur des 1. Luftkampfgeschwaders „Warszawa“ nach Mińsk Mazowiecki. 1993 bis 1994 studierte er an der Hochschule für nationale Verteidigung (Akademia Obrony Narodowej) und wurde anschließend stellvertretender Chef des 1. Korps des Luftwaffe. 1995 wurde er Kommandeur des 3. Luftverteidigungskorps. 1998 bis 1999 war er stellvertretender Kommandeur der Luftwaffe und der Luftverteidigung. Anschließend war Lech Majewski bis 2003 Kommandeur des 3. Luftverteidigungskorps. Als Kommandeur der Operationszentrale der polnischen Luftwaffe fungierte er von 2003 bis 2004. 2004 studierte er an der National Defense University in Washington, D.C. Mit seiner Rückkehr wurde er Assistent am Generalstab der Polnischen Luftwaffe. Am 20. Mai 2010 wurde er als Nachfolger des verstorbenen Andrzej Błasik zum Kommandeur der Luftstreitkräfte Polens ernannt.
2015 trat er in den Ruhestand.